# Maria Teresa de Sant Josep
Maria Teresa de Sant Josep (Sandow, Brandenburg, 19 juny de 1855 - Sittard, Limburg, Països Baixos, 20 setembre de 1938), nascuda Anna Maria Tauscher van den Bosch va ser una religiosa catòlica alemanya, fundadora de les Germanes Carmelites del Diví Cor de Jesús. Tauscher va treballar a Colònia i es va retirar de la seva posició després que es va convertir al catolicisme romà el 1888, va fundar un orde religiós als Països Baixos després de triar el carisma carmelita per a la seva vida.
La seva beatificació es va dur a terme a mitjans de 2006 als Països Baixos.

## Vida
Anna Maria Tauscher van den Bosch va néixer a la Confederació Alemanya el 19 de juny de 1855, filla de Hermann Traugott Tauscher i Pauline van den Bosch. Tauscher provenia d'un bagatge religiós perquè el seu pare era un pastor protestant.
De 1885 a 1888 va treballar amb discapacitats mentals en una institució de Colònia, però va perdre la feina després de la seva conversió. El 30 d'octubre de 1888 va ser batejada a l'Església catòlica romana. Tauscher va fundar les Germanes Carmelites del Diví Cor de Jesús el 2 de juliol de 1891 després d'haver obert una llar per als nens descuidats just abans d'això a Berlín. Va prendre els seus vots en 1893, prenent com a model santa Teresa d'Àvila. El seu nou ordre va assumir el carisma carmelita al màxim i va acoblar-lo amb el servei apostòlic. La seva preocupació va ser dirigida als nens pobres i descuidats, a més de famílies i persones que havien abandonat l'Església. El seu ordre també es va centrar en els immigrants i els ancians. Va publicar el llibre "Els servents de Déu".
Tauscher es va traslladar als Països Baixos el 1899 per expandir la seva congregació i continuar el seu treball; l'ordre va ser posteriorment agregat als Carmelites Descalços el 25 d'octubre de 1904 i posteriorment va rebre el decret d'elogi del papa Pius X el 9 de maig de 1910. El papa Pius XI va concedir l'aprovació papal a l'ordre el 12 de maig de 1930.
Tauscher va morir el 20 de setembre de 1938. El 2005 hi havia 454 religioses en 53 cases en nacions com Islàndia o Nicaragua.

## Beatificació
El procés de beatificació es va obrir a Roermond, en un procés informatiu que es va iniciar a la diòcesi el 2 de febrer de 1953 i es va concloure posteriorment el 20 de setembre de 1957; la Congregació per a les Causes dels Sants va validar aquest procés a Roma el 15 de maig de 1987, i posteriorment va rebre el dossier de Positio per a la postulació el 1992. Els teòlegs van acceptar la causa el 25 de juny de 2002, igual que els membres de la Congregació per a les Causes dels Sants l'1 d'octubre de 2002. La confirmació de la seva vida de virtut heroica va permetre que el Papa Joan Pau II la nomenés Venerable el 20 de desembre de 2002.
El procés d'un miracle es va estendre del 14 al 27 de març de 2002 i va rebre la validació de Congregació per a les Causes dels Sants el 4 d'octubre de 2002. Un consell mèdic va aprovar el miracle l'11 de març de 2004, sent aprovat pels teòlegs el 10 de juliol de 2004; el Congregació per a les Causes dels Sants també ho va recolzar l'11 de gener de 2005. El Papa Benet XVI ho va aprovar el 19 de desembre de 2005 i va delegar al cardenal Adrianus Johannes Simonis per presidir la beatificació als Països Baixos el 13 de maig de 2006. La seva festa litúrgica no es va fixar en la seva data de mort com és la norma, sinó la data de la seva entrada a l'Església.
El postulador actual per aquesta causa és el Pare Bonifatius Honings.